# 格奧爾格·腓特烈一世 (霍恩洛厄-瓦爾登堡)
格奧爾格·腓特烈一世（Georg Friedrich I. von Hohenlohe，1562年4月30日—1600年10月22日），霍恩洛厄-瓦爾登堡伯爵（Graf zu Hohenlohe-Waldenburg），埃伯哈德之子。他娶羅伊斯家族的亨利十六世之女多蘿西亞，兒子是格奧爾格·腓特烈二世。1600年去世。